# Кубански амазонац
Кубански амазонац (лат. Amazona leucocephala) је врста птица која живи у сувим шумама Кубе на Бахамима, Кајманским острвима и на Карибима.

## Опис
Овај амазонац је папагај средње величине, може бити дугачак од 28 до 33 сантиметара. Углавном је зелене боје са неким плавим перима на крилима. Предео на бради, врату и испод кљуна му је црвенкасте боје, а чело и предео око ушију беле боје. Веома је мала разлика између мужјака и женке у величини или боји, те је ДНК анализа једини поуздан метод да се одреди пол птице.

## Статус
Спадају у угрожене врсте и налазе са ЦЕТИС листи, што значи да је забрањено ове птице ловити у дивљини и забрањена је трговина дивљим птицама. Углавном су се нашли на листи угрожених због губитка природног станишта.

## Размножавање
Сматра се да је Кубански амазонац једна од захтевнији и тежих врста за размножавање у заробљеништву. Највише због агресивности мужјака према свом партнеру па и према својим потомцима. И поред тога кубански амазонац је један од скупљих амазонаца на тржишту. Постоји неколико мутација које се могу видети по волијерама одгајивача. Женка обично снесе 3 до 5 јајета, период инкубације траје 27 до 28 дана.